# 聂红焰
聂红焰（1968年8月—），女，漢族，重慶合川人，中华人民共和国政治人物。畢業於四川工業學院建築工程系工業與民用建築專業，大學學歷，高級工程師。

## 生平
從學校畢業後，1990年9月參加工作，於合川縣、沙坪壩區從事建築工作。2003年2月加入中國共產黨。2007年11月，進入重慶西永微電子產業園區開發有限公司擔任高級幹部。2015年10月，成為重慶西永微電子產業園區開發有限公司黨委書記、董事長。2018年10月，轉任重慶市口岸和物流辦公室主任、黨組書記。2020年6月，獲選為萬州區人民政府區長。2023年9月，任西部（重庆）科学城党工委副书记、管委会主任，重庆高新技术产业开发区党工委副书记、管委会主任。